# 舍溫 (堪薩斯州)
舍溫為美國堪薩斯州切羅基縣的非建制地區。

## 歷史
此社區的郵政局在1886年9月22日至1953年7月31日期間營運。此郵政局在當時也可稱舍溫城（Sherwin City）及舍溫章克申（Sherwin Junction）。